# Ingared
Ingared – miejscowość (tätort) w Szwecji, w regionie administracyjnym (län) Västra Götaland, w gminie Alingsås.
Według danych Szwedzkiego Urzędu Statystycznego liczba ludności wyniosła: 1703 (31 grudnia 2015), 2207 (31 grudnia 2018) i 2312 (31 grudnia 2019).